# USS LST-214
O USS LST-214 foi um navio de guerra norte-americano da classe LST que operou durante a Segunda Guerra Mundial.